# Al-Itqān fī ʿulūm al-Qurʾān
al-Itqān fī ʿulūm al-Qurʾān (arabisch الإتقان في علوم القرآن ‚Die Vollkommenheit in den Koranwissenschaften‘) gilt als eines der berühmtesten und umfangreichsten Werke der Literaturgattung ʿUlūm al-Qurʾān (Koranwissenschaften). Dabei handelt es sich um Handbücher über die Gesamtheit der exegetischen Wissenschaften, die die verschiedenen Aspekte des koranischen Textes behandeln. Der Verfasser des Werks ist Dschalāl ad-Dīn as-Suyūtī (1445–1505), ein ägyptischer Gelehrter und zugleich einer der produktivsten Schriftsteller der Mamlukenzeit, der Texte in fast jeder islamischen Wissenschaft verfasste. Bis heute gehört dieses Werk zu den populärsten Schriften der Koranforschung. Entsprechend der eigenen Klassifizierung seiner Werke steht al-Itqān an der Spitze der ersten Kategorie (insgesamt 18), die as-Suyūtī als „einzigartig“ bezeichnet. Darüber hinaus gehört al-Itqān zu den Werken as-Suyūtīs, die bereits zu seinen Lebzeiten Bekanntheit erlangten und sich außerhalb Ägyptens verbreiteten.

## Textzeugen und Editionsgeschichte
Dieses Buch ist in zahlreichen Handschriften überliefert. Darunter sind einige, welche zu Lebzeiten as-Suyūtīs erstellt wurden, insbesondere jene Handschrift in der Andhra Pradesh Government Oriental Manuscripts Library & Research Institute, Hyderabad. Letztere wurde von Dscharāmurd an-Nasirī erstellt und enthält eine handschriftliche Lizenz (iǧāza) von as-Suyūtī, welche auf Dhul qaʿda 883 d.H. (= Februar 1479 n. Chr.) datiert ist. Ein weiteres Manuskript, das zu Lebzeiten as-Suyūtīs geschrieben wurde, befindet sich in der Bibliothek von Damat İbrahim Pascha (gest. 1601) in Istanbul und wurde am 14. Muharram 883 d.H. (= 25. April 1478 n. Chr.) verfasst. In dieser findet sich auch die Information, dass as-Suyūtī seinen Originaltext am 13. Schawwāl 878 d.H. (= 24. März 1474) fertigstellte. Laut Ahmad al-Chāzindār und Muhammad Ibrāhīm asch-Schaybānī gibt es weitere Handschriften u. a. in der Library of Congress, Ägyptischen Nationalbibliothek sowie in Bibliotheken in Berlin, Leiden, Bagdad und Kuwait.
al-Itqān fī ʿulūm al-Qurʾān gilt als eines der frühesten gedruckten Bücher des arabischen Schrifttums. Dieser Text wurde mehrfach an verschiedenen Orten, vor allem in Kairo, ediert. Zu den ersten Ausgaben gehören jene Fassungen von Baptist Mission Press in Calcutta, 1852–1854, von Matbaʿat ʿUthmān ʿAbd ar-Razzāq in Kairo 1279/1862 und al-Matbaʿa al-Maimaniya (später al-Bābī al-Halabī) in Kairo 1317/1899. Ebenso wurde das Buch im Laufe des 20. und Anfang des 21. Jahrhunderts wiederholt herausgegeben. Hinzu kommen die Ausgaben der folgenden Verlage: Scharikat Maktabat wa Matbaʿat Muṣtafā al-Bābī al-Halabī wa Awlādu-hū, Kairo 1399/1979; Dār Ibn Kathīr in Damaskus 1407/1987 und Mudschaʿ al-malik Fahd in Medina 1426/2005. Letztere liegt der vorliegenden Darstellung dieses Werks zugrunde.
Darüber hinaus wurde das Buch in verschiedene Sprachen übersetzt. Ins Urdu wurden gleich mehrere Übersetzungen angefertigt, z. B. im Jahre 1982 von dem Verlag Idarah Islamiyat in Lahore sowie von Darul Ishaat in Karachi. Eine englische Übersetzung der ersten 35 Kapitel hat den Titel The Perfect Guide to the Sciences of the Qur’an, die von Hamid Algar, Michael Schub und Ayman Abdel Haleem erstellt und 2011 von Garnet veröffentlicht wurde. Außerdem gibt es eine vollständige Übersetzung von Lagarde Michel ins Französische: Le parfait manuel des sciences coraniques al-Itqān fī ʿulūm al-Qurʾān de Ǧalāl ad-Dīn as-Suyūṭī: Présentation, Traduction et Annotation. (Texts and Studies on the Qur’ān.) xi, 714 S., ix, 715–1438 S. 2 vols. Leiden: Brill, 2018.

## Textgeschichte
In seiner Einleitung legt as-Suyūtī die Entstehungsgeschichte des Itqān dar. So erzählt er, dass er sich während seines Studiums darüber wunderte, dass es – im Unterschied zu den Hadithwissenschaften – an jeglichen Arbeiten seiner Vorgänger im Bereich der koranischen Wissenschaften fehlte. Zu jener Zeit wurde seine Aufmerksamkeit auf das Buch Mawāqiʿ al-ʿulūm fī mawāqiʿ al-nuǧūm von Dschalāl al-Dīn al-Bulqīnī (gest. 824/1421) gelenkt. Letzteres lobt as-Suyūtī, doch weist er darauf hin, dass das darin als Grundlage verwendete Material noch aufgearbeitet und erweitert werden müsse. Daraufhin verfasste er im Jahr 872/1467 at-Tahbīr fī ʿulūm at-tafsīr. Anschließend kam ihm die Idee, ein noch umfassenderes enzyklopädisches Werk zu erstellen, das alle denkbaren Aspekte zum Korantext abdeckt. Daraufhin erfuhr er von der Existenz eines früheren und umfassenderen Werks, das 47 koranische Wissenschaften behandelt, nämlich „al-Burhān fī ʿulūm al-Qurʾān“ von Badr ad-Dīn az-Zarkaschī (gest. 1392). As-Suyūtī brachte seine Freude über dessen Entdeckung zum Ausdruck und beschloss infolgedessen das von ihm zuvor bereits geplante Handbuch mit dem Titel al-Itqān fī ʿulūm al-Qurʾān zu erstellen. In diesem verspricht as-Suyūtī, dass es besser als jenes seines Vorgängers, al-Burhān, organisiert sein und zusätzliches Material enthalten werde. Außerdem sollte das Itqān eine theoretische Grundlage für einen umfangreichen Korankommentar mit dem Titel Maǧmaʿ al-Baḥrain wa maṭlaʿ al-badrain darstellen. Ferner wurden die meisten der in den einzelnen Kapiteln behandelten Themen des Itqān zum Gegenstand separater Werke gemacht. Somit gilt das Itqān als der Höhepunkt einer Kette von vier Werken: al-Bulqīnīs Mawāqiʿ al-ʿulūm, as-Suyūtīs Tahbīr, al-Zarkaschīs Burhān und as-Suyūtīs Itqān.

## Aufbau und Inhalt
Das Buch ist in 80 Kapitel unterteilt, welche sich jeweils mit einer Disziplin der Koranwissenschaften befassen. Das Incipit lautet: al-Ḥamdu li-Llāhi llaḏī anzala ʿalā ʿabdi-hī l-Kitāba tabṣiratan li-ʾūlī l-Albāb. Inhaltlich können diese 80 Kapitel wiederum in die folgenden Themenkreise eingeordnet werden:

### Arten der Offenbarung (Kap. 1–16)
Es geht hierbei im Allgemeinen um die Kategorisierung der Offenbarung bzw. der Herabsendung von Koranteilen nach bestimmten zeitlichen oder räumlichen Aspekten.
1. al-Makkī wa-l-madanī: Hierbei vertritt as-Suyūtı̄ die Auffassung, dass die mekkanische Kategorie alle Koranteile umfasst, die vor der Auswanderung nach Yathrib (später Medina) im Jahre 622, egal ob in Mekka oder woanders, herabgesandt wurden; unter medinensisch versteht er dagegen alle Koranteile, welche nach der Auswanderung, egal ob in Medina oder woanders, herabgesandt wurden. Unterscheidet er zwischen mekkanischen und medinensischen Suren;
2. al-Hadarī wa-s-safarī: D. h. Die Klassifizierung der Offenbarungen bzw. Koranteile hinsichtlich dessen, ob sie zu Hause oder unterwegs, wie während eines Feldzugs, herabgesandt wurden. Da der Koran mehrheitlich, so as-Suyūtı̄, am Wohnort des Propheten offenbart wurde, führt er ausschließlich Beispiele für Verse an, welche auf Reisen herabgesandt wurden (Vgl. S. 114);
3. an-Nahārī wa-l-lailī: Die Unterteilung der Offenbarungen bzw. Koranteile nach der Tageszeit, sprich ob sie bei Tag oder in der Nacht herabgesandt wurden. Auch in diesem Fall liefert er lediglich Beispiele für in der Nacht herabgesandte Verse, da die meisten Teile des Korans bei Tag offenbart wurden (Vgl. S. 137).
4. as-Saifī wa-sch-schitāʾī: Eine Gliederung nach der Jahreszeit, d. h. ob eine Offenbarung im Winter oder Sommer herabgesandt wurde.
5. al-Firāschī wa-n-nawmī: Diese Aufteilung betrifft den Geisteszustand, in dem eine Offenbarung empfangen wurde, d. h. entweder wach oder im Schlaf, wofür der Autor ein einziges Beispiel, nämlich Sure 108:1–3 nennt;
6. ar-Ardī wa-s-samāʾī: Offenbarungen auf der Erde vs. solche im Himmel;
7. Awwal mā nazal. Diese Disziplin untersucht die Chronologie der Offenbarungen, d. h. was zeitlich zuerst geoffenbart wurde, sowohl vom Korantext im Allgemeinen als auch zu einem bestimmten Thema (z. B. über Wein oder Nahrung);
8. Achir mā nazal: Demgegenüber stehen die Koranteile, welche zuletzt offenbart wurden;
9. Sabab an-nuzūl: Hierbei handelt es sich um die Anlässe der Offenbarungen; in diesem Kapitel behandelt as-Suyūtı̄ verschiedenen Fragen, wie ob bei der Normenableitung aus Koranversen, deren Offenbarung einen Anlass haben, der allgemeine Wortlaut (ʿumūm al-lafẓ) oder der spezifische Anlass (ḫuṣūṣ as-sabab) ausschlaggebend ist, wobei as-Suyūtı̄ für Ersteres plädiert; hinzu kommen Fälle, in denen es für einen einzigen Vers mehrere Offenbarungsanlässe oder umgekehrt gibt (vgl. S. 196 ff und 210 ff);
10. Mā nazal ʿlā lisān baʿḍ aṣ-ṣahāba: D. h. Koranoffenbarungen in Überstimmung mit den Aussagen bzw. den Ansichten von einem der Gefährten, insbesondere jene von ʿUmar ibn al-Chattāb;
11. Mā takrrara nuzūluh: Offenbarungen, die wiederholt wurden;
12. Mā taʾchchar hukmuh ʿan nuzūlih wa mā taʾchchar nuzūluh ʿan hukmih: Damit sind Offenbarungen gemeint, die Rechtsregeln enthalten, welche nicht sofort angewendet wurden, oder Offenbarungen, die nach der Anwendung einer Rechtsregel offenbart wurden;
13. Mā nazala mufarraqn wa mā nazala dschamʿan: Die Koranoffenbarungen, die als einzelne Verse – was laut as-Suyūtı̄ oft der Fall war – oder als ganze Suren herabgesandt wurden;
14. Mā nazala muschayyaʿan wa mā nazala mufradan: Hierbei ist von Interesse, welche Koranteile in Begleitung von Engeln oder unbegleitet herabgesandt wurden;
15. Mā nazala minhu ʿalāʿbaʿd al-anbiyāʾ wa mā lam yanzil minhu ʿal ahadin qabla an-Nabī: D. h. was vom Koran bereits auf einen früheren Propheten oder aber vor dem Propheten noch auf niemanden herabgesandt worden war;
16. Fī kayfiyyat inzālih: Hierbei werden die Modalitäten der Offenbarung erörtert.

### Sammlung und Weitergabe des Korans (Kap. 17–27)
As-Suyūtı̄ schließt daran anknüpfend mehrere Kapitel an, die sich mit der Geschichte der Sammlung des Korans sowie mit der Überlieferung seiner Lesarten befassen und die Zuverlässigkeit verschiedener Lesarten bewerten.
1. Fī maʿrifat asmāʾih wa asmāʾ suwarih: Die Namen des Offenbarungstextes, wie qurʾān, furqān, kalām, dhikr usw. und der verschiedenen Namen seiner Suren;
2. Fī dschamʿih wa tartībih: Dabei geht es um die Geschichte der Sammlung des koranischen Textes und die Anordnung seiner Suren;
3. Fī ʿadad suwarih wa ayātih wa kalimātih wa hurūfih: D. h. die Anzahl der Suren, Verse, Wörter und Buchstaben des Korans;
4. Fī maʿrifat huffāzih wa ruwātih: Hier kommt er auf die berühmten Koranrezitatoren der Prophetengefährten zu sprechen;
5. - 27.: Diese Kapitel erörtern die Kriterien der Zuverlässigkeit und die daraus resultierende Bewertung der verschiedenen Überlieferungsketten – durch welche verschiedene koranische Lesearten übermittelt wurden – als z. B. muwtātir, ahād, schādh oder mawdūʿ.

### Die Koranrezitation (Kap. 28–35)
In diesen Kapiteln beschäftigt sich der Autor mit den Regeln und Formen der Artikulation des Korans bzw. den technischen Besonderheiten der Koranrezitation.
1. Fī al-waqf wa-l-ibtidāʾ: Auslassungszeichen zum Signalisieren einer Pause und der anschließenden Wiederaufnahme der Rezitation;
2. Fī bayān al-mawsūl lafẓan al-mafsūl maʿnā: Die Darlegung dessen, was dem Wortlaut nach zusammengehörig, doch dem Sinn nach verschieden ist;
3. - 33.: Regeln der richtigen Aussprache von Lauten an unterschiedlichen Stellen, darunter vokalische Flexion, Assimilation, deutliche Artikulierung, Substitution oder Abschwächung von Buchstaben (idghām, iẓhār, iqlāb und ichfāʾ) sowie Verlängerung oder Verkürzung von Vokalen (madd und qasr);
4. Fī kaifiyyat tahammulih: Über die Wege, den Koran auswendig zulernen;
5. Fī adāb tilāwatih wa tālīh: Über die Etiketten der Koranrezitation.

### Die sprachlichen Aspekte des Korans (Kap. 36–42)
In diesen Kapiteln werden Fragen der Lexikologie, der sprachlichen Herkunft sowie Grammatik und Syntax des koranischen Textes untersucht.
1. Gharīb al-Qurʾān: Ungewöhnliche oder seltene Wörter oder solche, die in bestimmten Kontexten eine besondere Bedeutung erhalten;
2. Fī mā waqaʿ bi-ghair lughat al-Hidschāz: Koranische Lexeme, die in der Sprache des Hidschāz nicht vorkommen;
3. Fī mā waqaʿ bi-ghair lughat al-ʿarab: Die nichtarabischen Wörter im Koran;
4. Fī maʿrifat al-wudschūh wa-n-naẓāʾir: Homonyme und Synonyme im Koran;
5. al-Adawāt: die Partikel im Koran;
6. al-Iʿrāb: Flexion;
7. Qawāʿid yahtādsch al-mufassir maʿrifatihā: Grammatikregeln, die ein Exeget braucht.

### Sprachliche Aspekte im Dienste der juristischen Interpretation (Kap. 43–50)
In diesen Kapiteln werden weitere sprachliche Besonderheiten thematisiert, die insbesondere für die Ableitung rechtlicher Normen von Bedeutung sind.
1. Muhkam wa mutaschābih: eindeutige und mehrdeutige Verse;
2. Muqaddam wa muaʾchchar: Umkehrung der natürlichen Wortfolge;
3. ʿĀmm wa chāṣṣ: allgemeine und spezifische Ausdrücke;
4. Mudschmal wa mubayyan: ambig und explizit;
5. Nāsich wa mansūch: die Abrogationslehre (wörtl. abrogierend und abrogiert);
6. Muschkil wa muhim al-ichtilāf wa-t-tanāqud: Hier geht es um Verse, die problematisch erscheinen und/oder anscheinend kontradiktorisch sind;
7. Mutlaq wa muqayyad: limitierende und nicht einschränkende Aussagen;
8. Mantūq wa mafhūm: Es geht um Verse, deren wörtliche Bedeutung vom eigentlichen Sinn abweichen.

### Die rhetorischen und stilistischen Besonderheiten sowie die Unnachahmlichkeit des Korans (Kap. 51–64)
Dieser Abschnitt widmet sich im Großen und Ganzen der Rhetorik und dem Stil des Korans und legt seine semantischen Merkmale dar.
1. Fī wudschūh muchatābatih: Über die verschiedenen Ausdrucksweisen im Koran;
2. Haqı̄qa wa madschāz: wortwörtliche und metaphorische Ausdrücke;
3. Taschbı̄h wa istiʿāra: Vergleich und Metapher;
4. Kināya wa taʿrı̄d: Metonymie und Allusion;
5. Haṣr wa ichtisās: Einschränkung und Spezifizierung;
6. Idschāz wa itnāb: Prägnanz und Ausführlichkeit;
7. Chabar wa inschāʾ: informative und performative Rede;
8. Badāʾiʿ al-Qurʾān: rhetorische Redefiguren des Korans;
9. Fawāsil al-āy: Endungen der Verse;
10. Fawātih as-suwar: Anfänge der Suren;
11. Chawātim as-suwar: Endungen der Suren;
12. Munāsabat al-ayāt wa-s-suwar: die thematische Zusammengehörigkeit der Verse und Suren;
13. al-Ayāt al-mutaschabihāt: inhaltlich ähnliche Verse;
14. Iʿdschāz al-Qurʾān: die Unnachahmlichkeit des Korans.

### Verschiedene Eigenarten (Kap. 65–76)
Dieser Teil widmet sich unterschiedlichen Themen, wie den Eigennamen im Koran sowie seiner Vorzüge und Verschriftlichung.
1. al-ʿUlūm al-mustanbata min al-Qurʾān: Die aus dem Koran abgeleiteten Wissenschaften;
2. Amthāl al-Qurʾān: die Gleichnisse im Koran;
3. Aqsām al-Qurʾān: die Schwüre im Koran;
4. Dschadal al-Qurʾān: Dialektik, Argumentation und Polemik im Koran;
5. al-Asmāʾ wa-l-kunā fī-l-Qurʾān: Personennamen und Beinamen im Koran;
6. al-Mubhamāt fī-l-Qurʾān: Die im Koran nicht identifizierten Personen;
7. al-Asmāʾ man nazala fīhim: Namen von Personen, aufgrund derer bestimmte Koranteile herabgesandt wurden;
8. Fadāʾil al-Qurʾān: Vorzüge des Korans;
9. Afdal al-Qurʾān wa fāḍiluh: Es geht hier um die Frage, ob es im Koran bessere und demgegenüber (nur) gute Teile gibt.;
10. Mufradāt al-Qurʾān; Ausgewählte relevante Koranpassagen;
11. Chawāss al-Qurʾān; prophylaktische und versöhnende Eigenschaften des Korans;
12. Marsūm al-chatt adāb al-kitāba: die koranische Paläographie und Kalligraphie.

### Exegese und Exegeten (Kap. 77–80)
Die abschließenden vier Kapitel befassen sich mit Korankommentaren und Kommentatoren.
1. Fī maʿrifat tafsīrih wa taʾwīlih: Die äußere und innere Deutung des Korans sowie über die Vorzüglichkeit und Notwendigkeit der Exegese;
2. Schurūt al-mufassir: Regeln für die Exegese und die erforderlichen Qualifikationen eines Exegeten;
3. Gharāʾib at-tafsīr: außergewöhnliche Exegesen;
4. Tabaqāt al-mufassirīn: Generationen der Exegeten.